# 多種微量營養素粉
多種微量營養素粉（Multiple micronutrient powder，MNP）至少內含铁、锌和維生素A。用于预防儿童的營養不良和國際關注的突發公共衛生事件  。適用年龄一般为 6 个月至 5 岁的儿童。每天服用一次可与食物混合，连续服用一至数月 。
文獻上虽未记录有何副作用，但可能会出现腹部不适。部分产品內含额外的微量营养素，如：维生素C和叶酸。
于 2019 年列入世界卫生组织基本药物标准清单。截至2015年 ，联合国儿童基金会已分发超过 2400 万个疗程的營養粉。